# Mächy på luffen
Mächy på luffen är ett musikalbum av den svenska rapparen Mächy som släpptes 2011.

## Låtlista
| Spår | Titel                                                                | Tid   |
| ---- | -------------------------------------------------------------------- | ----- |
| 1    | Livet är nu                                                          | 03:41 |
| 2    | Rockstarliv                                                          | 04:02 |
| 3    | Tills tiden stannar - Öris, Organismen                               | 04:30 |
| 4    | Luffarstyle                                                          | 03:43 |
| 5    | Sitt still i båten - Anch                                            | 03:19 |
| 6    | Gatlyktsmusik - Anch, KUB, Daltone, Jaeger, Makkan, Elle, DC Grimsta | 03:33 |
| 7    | Pojk sätt dig ner - Östblockarn                                      | 02:22 |
| 8    | Din karl för en kväll - Roffe Ruff                                   | 03:53 |
| 9    | Mächy på luffen                                                      | 03:03 |
| 10   | Berätta för mig - Daltone                                            | 04:20 |